# 中山门街道 (天津市)
中山门街道是中国天津市河东区下辖的一个街道，包括该区东部的25个社区居委会。面积2.38平方公里，人口8万多人，是天津的主要居住区之一。天津市公安局河东分局和河东区民政局位于此。

## 地理
中山门街道东以月牙河为界与二号桥街道隔河相望，南以津塘路为界与富民路街道为邻，西以东兴路（中环线）为界与大直沽街道为邻，北至京山铁路与上杭路街道毗邻。
中山门路网以棋盘式为主，西北东南方向宽，东北西南方向窄。道路以中山门公园为中心，呈八卦对称形展开：北和睦、东团结、南友爱、西互助。西北部主要道路龙潭路，东南部道路广宁路、虎丘路。

## 历史
中山门地区在解放前是一片荒地，地势低洼，常年雨浸。它的西面是芦苇塘，东面是乱葬岗。日寇曾在此设打靶场，在附近建“华北物资总库”（今富民路街道新仓库）。由于它是由东郊进津的门户，1947年国民党为加强城防工事，在津塘路与东兴路交口处（今蝶式立交桥处）设卡口，马路两侧各建了一座碉堡，中间修了两扇大铁门，连接碉堡、铁门的墙东面有一块汉白玉匾，上书“中山门”三个苍劲大字，这便代替了地名。
1952年，天津市兴建七个工人新村，中山门新村为其中首个建成的，当时住宅被称为“段房”，共12段。1986年，中山门蝶桥建设期间，邓小平曾来到蝶桥视察中环线工程。二十世纪九十年代后，老段房改造建设楼房。2004年，津滨轻轨开通运营，中山门站成为连接天津市区和滨海新区的交通中转站。

## 行政区划
中山门街道下辖以下地区：
团结北里社区、和睦北里社区、和睦西里社区、友爱南里社区、互助南里社区、互助西里社区、龙潭路社区、中山门北里社区、团结东里社区、中山门东里社区、丰乐里社区、试验楼社区、中山门四号路社区、友爱东里社区和格调竹境社区。

## 社会

### 交通
- 津滨轻轨9号线：中山门站

### 教育

#### 中学
- 天津市第四十五中学
- 天津市第四十五中学龙潭路校区（原华英中学）
- 天津市第九十八中学
- 天津市园林学校

#### 小学
- 互助道小学
- 河东区中心东道小学
- 友爱道小学

### 休闲
- 中山门公园
- 河东文化公园
- 天津河东统一战线主题公园
- 天主教河东堂

### 医疗
- 天津市河东区东山医院
- 天津天铁医院
- 津民医院